# Conrad Iken
Pour l’article homonyme, voir Iken.
Conrad Iken, né le 25 décembre 1689 à Brême et mort le 30 juin 1753 dans la même ville, est un pasteur allemand.

## Biographie
Conrad Iken est le fils du juge du même nom, Conrad Iken (né le 22 août 1655 à Brême, mort le 4 avril 1709) et de sa femme Anna von Line .
À partir d'octobre 1705, il est élève du Pädagogium et du Gymnasium de Brême. Il est initié à la théologie de Johannes Cocceius par le recteur Cornelius de Hase. Ses autres professeurs sont Diedrich Sagittarius, Heinrich Alers, Gerhard Meier, Johann Tiling, Albert Schumacher et Carl Kesler. Pour compléter ses études, il étudie de 1711 à 1713 à l'université d'Utrecht et entend des conférences de Hermann Alexander Roëll, Henricus Pontanus, Hadrian Reland, Josephus Serrurier et Frans Burman ; il apprend également le néerlandais.
Après avoir été accepté comme candidat au poste de prédicateur à Amsterdam, il prend son premier poste de prédicateur le 9 septembre 1714 à Lopik et à proximité de Cabauw. Deux ans plus tard, il reçoit un appel de l'église wallonno-néerlandaise de Hanau ainsi que de Zutphen ; il accepte ce dernier poste le 2 mars 1716 et y exerce jusqu'à son départ pour Brême.
Le 17 octobre 1719, il est nommé second prédicateur aux côtés de Friedrich Adolf Lampe dans l'église Saint-Étienne de Brême, succédant à Johann Georg Rhode (1669-1727) et prend ses fonctions le 17 mars 1720. Quand Friedrich Adolf Lampe est nommé professeur à l'Université d'Utrecht, Conrad Iken est élu primarius de son église en juin 1720. Il reçoit son doctorat en théologie de l'Université d'Utrecht le 26 février 1720.
Le 8 janvier 1723, le conseil municipal de Brême l'élit professeur titulaire de l'école illustre. Il en devient le recteur en 1741. Comme il est de coutume dès le début du XVIIIe siècle, il alterne tous les deux ans la charge de recteur avec le prédicateur de l'église Notre-Dame de Brême Nicolaus Nonnen (1701-1772) ; il conserve son ministère de prédication.
En 1723, il rejette un appel comme prédicateur à La Haye et en 1734 un appel comme professeur à l'université d'Utrecht.
Le 22 janvier 1745, il est nommé membre de l'Académie royale des sciences de Prusse à Berlin.
En tant que coéditeur avec Theodor Hase de l'ouvrage Thesaurus Novus Theologico-Philologicus, paru en 1732, il est mis à l’Index librorum prohibitorum.
Conrad Iken fait un premier mariage avec Anna (née le 15 octobre 1705, morte le 15 octobre 1735), fille du sénateur et avocat de Brême Diedrich Klugkist (1675-1739). Ensemble, ils ont deux fils et quatre filles ; d'entre eux sont connus par leur nom : Conrad et Diedrich Iken. Conrad Iken fils sera également pasteur à Brême. Il fait un deuxième mariage avec Adelheid Düsing. Ensemble, ils ont un fils : Dethard Iken (né le 2 mai 1740 à Brême, mort le 4 juillet 1810), prédicateur universitaire à l'université de Duisbourg, prédicateur de l'Église réformée allemande à Copenhague et prédicateur principal de l'église Saint-Étienne de Brême, marié à Anna Mühlhausen (née en mars 1749 à Brême, morte le 18 janvier 1821 à Brême).